# 남수단 내전

2014년 1월 3일, 미군이 남수단의 미국 시민들을 대피시키는 모습

남수단 내전은 2013년 12월 14일, 남수단에서 남수단 육군의 파벌 중 일부가 쿠데타를 일으킨 후 발발한 내전이다. 남수단의 대통령 살바 키르 마야르디트는 다음날 쿠데타가 진압되었다고 발표했다. 그러나, 16일 이후 전투가 재개되었고 전투가 수도 주바를 넘어서 종글레이 주의 민족 경계선을 따라 전투가 확장되고 있다. 적어도 1,000명이 사망했고 800명 이상이 부상을 입었다. 대통령 키르 마야르디트는 전 부통령인 리에크 마차르가 쿠데타를 일으켰다고 주장했지만, 마차르는 이를 부인했고 대통령이 권력정치를 일으키려 한다며 키르 마야르디트를 비난했다. 12월 19일에는 남수단 인민군이 보르를 점령했다. 같은 날, 아코보의 UN 구내가 습격당해 UNMISS 소속 인도인 직원 2명이 사망했다.